# Deutsche Schule Kiew
Die Deutsche Schule Kiew (DS Kiew; ukrainisch Німецька школа в Києві, Nimetska shkola v Kiyevi) ist eine deutsche internationale Schule in Kiew in der Ukraine. Sie wird von der Zentralstelle für das Auslandsschulwesen (ZfA) betrieben.
Die DS Kiew ist eine internationale Begegnungsschule, die durch die ukrainische Schulaufsicht lizenziert wurde und vom Auswärtigen Amt der Bundesrepublik Deutschland anerkannt und gefördert wird. Sie führt eine Grund- und Sekundarschule (Stufe I und seit 2016/17 Stufe II) mit gymnasialem Charakter.

## Curriculum
Die DS Kiew bietet sowohl Grund- als auch Sekundarschulunterricht an. Es steht den Sekundarschülern frei, zwischen Gymnasium, Hauptschule und Realschule zu wählen.
Bei DS Kiew können Schüler auf folgende Bildungsabschlüsse vorbereitet werden:
- Deutschland:
  - das Abitur
  - der Realschulabschluss (auch Mittlere Schulabschluss genannt)
  - der Hauptschulabschluss
  - das DSD Deutsches Sprachdiplom
- Ukraine:
  - das Svidotstvo (Jahrgangsstufe 9)
  - das Attestat (Jahrgangsstufe 11)